# خانقاه وسطی
خانقاه وسطی، روستایی از توابع بخش کلیائی شهرستان سنقر در استان کرمانشاه ایران است.

## جمعیت
این روستا در دهستان کیونات قرار دارد و براساس سرشماری مرکز آمار ایران در سال ۱۳۸۵، جمعیت آن ۱۳۸ نفر (۳۳خانوار) بوده‌است.